# Basílica e Convento de São Francisco de Lima
O conjunto monumental da Basílica e Convento de São Francisco de Lima (em espanhol, Basílica y Convento de San Francisco de Lima), também conhecido como São Francisco o Grande ou ainda São Francisco de Jesus, é um complexo arquitetônico religioso localizado em Lima, no Peru, na área do Centro Histórico da cidade, declarado Patrimônio Mundial pela UNESCO. Além destes prédios estão incluídos no conjunto a Igreja da Soledade e a Capela do Milagre, sendo todos exemplos superiores da arquitetura peruana do período colonial.

## História
Logo na fundação de Lima, em 1535, Pizarro traçou o plano geral da cidade e delimitou uma área para a Ordem Franciscana dos Doze Apóstolos, onde o Frei Francisco de la Cruz ergueu uma capelinha. Depois de certo tempo o frei teve de partir, e não havendo substituto, a capela foi entregue aos Dominicanos, e foi destinado outro local para os Franciscanos, aquele onde hoje está a Capela do Milagre. Chegando em Lima Francisco de Santa Ana em 1564, tratou logo de erguer uma pequena igreja que posteriormente foi ampliada junto com o convento pelo Vice-Rei do Peru Andrés Hurtado de Mendoza, protetor da Ordem.
No século seguinte o conjunto foi reformado e decorado com fausto, tornando-se uma obra-prima da arquitetura colonial. Contudo suas fundações não eram sólidas, e em 1655 um terremoto destruiu o templo e todos os tesouros do interior. A reconstrução começou já em 1657, supervisionada pelo arquiteto português Constantino de Vasconcellos, auxiliado por Manuel Escobar, passando o encargo ao Frei Luis de Cervela em 1669, que concluiu os trabalhos. A nova igreja foi inaugurada com grandes festejos em 3 de outubro de 1672, mas prolongando-se a restauração do convento até 1729. Em 1963 a igreja recebeu o título de Basílica Menor do Papa João XXIII.
Além da basílica, o convento também possui diversos ambientes com rica decoração, com tantas obras de arte que pode ser considerado um verdadeiro museu. São especialmente notáveis os azulejos sevilhanos pintados com cenas diversas, as pinturas das escolas de Cuzco e Lima, os móveis, retábulos e detalhes decorativos entalhados em madeira, as pratarias de culto e procissão e a estatuária barroca. No claustro existe uma série de 39 telas representando cenas da vida de São Francisco. A Sala Capitular é decorada com duas fileiras de cadeirões lavrados, imagens de santos e telas. A Sala De Profundis guarda uma série de quadros sobre a Paixão de Cristo procedentes do atelier de Rubens. No Refeitório há uma série de 15 grandes pinturas mostrando os Apóstolos, Jesus, Maria e São Paulo, obras de Francisco de Zurbarán, e outra de cópias de criações de Rubens também com o tema dos Apóstolos, além de uma grande painel da Última Ceia, do padre jesuíta Diego de la Puente. O Coro do convento tem um enorme cadeiral ricamente entalhado, com 130 assentos e relevos de 71 santos. A Biblioteca conventual preserva cerca de 25 mil volumes incluindo muitas obras raras, entre manuscritos, incunábulos, crônicas franciscanas, pergaminhos e algumas das primeiras publicações impressas do Peru. O Arquivo igualmente possui um riquíssimo acervo de documentos relativos à Ordem Franciscana desde sua chegada ao Peru, além de mapas, partituras, fotografias e uma pequena biblioteca auxiliar.